# 民國紀年

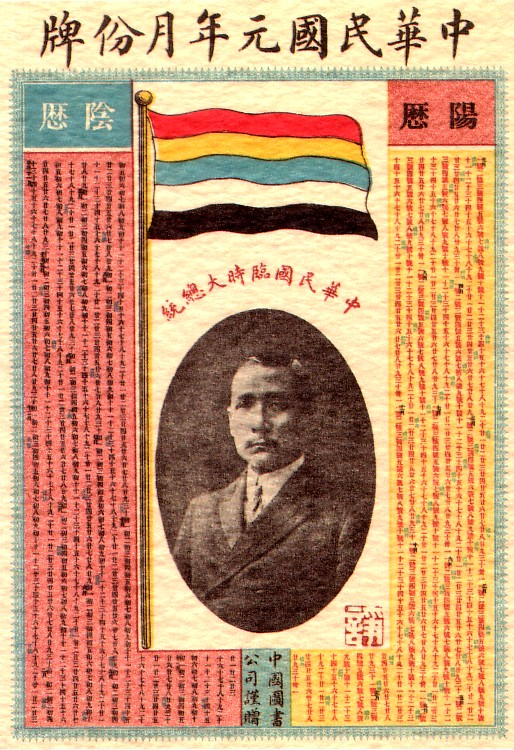
一幅在民國元年（1912年）發行的「中華民國元年月份牌」月曆

民國紀年，又稱中華民國紀年、中華民國曆，是中華民國的國家纪年方式，由中華民國政府規範頒布，表記時稱作中華民國×××年，簡稱民國×××年、民×××等，有時亦不冠「中華民國」或「民國」等字於年份之前，如×××年。這種紀年方式以西元1912年中華民國建立為元年，與西元紀年相差1911年；月、日、置閏則同格里曆。西曆2025年為民國114年。依照民國紀年制定之历法，又稱國曆。曾在包括中国大陸在内的中国全境广泛使用，但目前仅使用於中華民國政府實際統治的臺澎金馬。
| 民國114年7月31日 10:55:08（UTC+8）※ |

## 概要
清朝宣統三年八月十九（1911年10月10日），革命黨人發動武昌起義，旨在推翻清朝帝制。湖北軍政府的文告和各省響應的宣言不使用年號，而使用黃帝紀元；但革命黨人討論成立共和政府時，認爲黃帝紀年也不合民主共和的宗旨。宣統三年十一月初十（1911年12月29日），各省代表在南京舉行臨時大總統選舉，孫中山當選為中華民國臨時大總統。1912年1月1日孫中山正式就職，通電各省，頒訂國號為中華民國，不再使用帝制的年號，以黃帝紀元4609年十一月十三（1912年1月1日）為中華民國元年元旦，并改用公曆。
民國紀年的起始年份，與北朝鮮的主體紀年和日本大正天皇在位期間（1912年—1926年）的年號「大正」一致，即中華民國的「民國××年」，同時是北朝鮮「主體××年」和日本「大正××年」（日本的大正年號於1912年—1926年使用）。這是因為中華民國元年、北朝鮮的創建者金日成的出生年份、以及日本大正天皇的登基年份均為1912年的緣故。
西元1911年可記為民國前1年，簡稱民前1年，1910年為民前2年，依此類推。
中華民國內政部每年年底委託交通部中央氣象署製作次年國民曆:723；中華民國《公文程式條例》的第六條規定公文必須註記國曆日期。
2006年，當時執政的陳水扁政府曾提議廢除民國紀年、全面改採公元紀年；2021年10月，立委羅致政以「因應與國際接軌和基於國際性以及實務記載之便利通用，國際皆採用公元曆」等理由曾提出《公文程式條例》第6條條文修正草案。

## 各地使用
自1912年中華民國成立至1945年期間，臺灣與澎湖處於日治時期而尚為日本殖民地，由此當時臺灣總督府採用與日本本土一樣的天皇年號。1945年臺灣進入中華民國統治之後才開始採用民國紀年。隨著國際交流的增加，尤其是1990年代以來，民間轉為公元紀年與民國紀年並行，但中華民國政府各機關官方文書、以及中國國民黨均統一採用民國紀元。近年來臺灣有部分人士及團體棄用民國紀年，只使用公元紀年，例如民主進步黨的公文、網頁、文宣以及黨證。
| 西元年份                       | 西元年份              | … | 1944年   | 1945年                                        | 1946年   | … | 1949年                              | … | 1955     |
| ------------------------------ | --------------------- | - | -------- | --------------------------------------------- | -------- | - | ----------------------------------- | - | -------- |
| 中国大陆                       | 中国大陆              | … | 民國33年 | 民國34年                                      | 民國35年 | … | 國統區： 民國38年 解放區： 改用西元 | … | 改用西元 |
| 中華民國 自由地區 （臺灣地區） | 中國大陸沿 海部分離島 | … | 民國33年 | 民國34年                                      | 民國35年 | … | 國統區： 民國38年 解放區： 改用西元 | … | 改用西元 |
| 中華民國 自由地區 （臺灣地區） | 金門與馬祖            | … | 民國33年 | 民國34年                                      | 民國35年 | … | 民國38年                            | … | 民國44年 |
| 中華民國 自由地區 （臺灣地區） | 臺灣與澎湖            | … | 昭和19年 | 昭和20年（至10月24日） 民國34年（10月25日起） | 民國35年 | … | 民國38年                            | … | 民國44年 |
| 日本                           | 日本                  | … | 昭和19年 | 昭和20年                                      | 昭和21年 | … | 昭和24年                            | … | 昭和30年 |

臺灣傳媒報章自中華民國治臺以來曾一律採用民國紀年，《自由時報》及《臺灣時報》於2005年9月6日起均開始轉用公元紀年，《臺灣時報》及已停刊的《蘋果日報》則在紙本刊頭同時標示公元、民國與農曆3種紀年；而《聯合報》、《中國時報》及軍系報紙《青年日報》繼續維持使用民國紀年。常見於臺灣媒體的「○年級」或「○年級生」，則是對民國紀年某年代出生者的統稱，例如民國50年代（約同西元1960年代）出生為「五年級」、民國60年代（約同西元1970年代）出生為「六年級」等。
二戰後因日本投降撤離台灣，中華民國政府為了提升台灣人的中国民族主义意識，對過去凡是用到日本年號的物品或文獻一律修改成民國紀年（如臺中一中建校紀念碑碑文上的大正三年修改為民國三年、碧潭吊橋橋頭的完工日期標記由昭和十二年修改為民國二十五年），2011年宜蘭縣政府教育處長陳登欽批評此舉對歷史教育或研究造成困擾，認為日治期間臺灣與民國並無關聯。目前新出版的歷史書籍或古蹟解說，或有直接使用日本年號，或在日本年號後附上民國及公元紀年，又或僅採公元紀年以迴避意識形態爭議。

### 香港
1912年中華民國建立時，香港為英國屬地，官方一直採用西元紀年，民間亦與農曆並行採用。
在中华人民共和国建国前，部分设香港分支版本的多地版本中国大陆民营报纸也有使用民国纪年。例如《大公报》的香港版本，该报在1949年9月30日以前使用民国纪年，报纸各版上方横线上“大公报”隶书右侧会刊载”中华民国XX年X月X日”。而从1949年10月1日起，则改为“公元XXXX年X月X日”(几十年后又撤掉公元二字，但公元纪年使用至今)。然而《大公报》的报社领导人员当时早已倾向于亲共而非反共。
1997年7月香港主權交接給中華人民共和國前，部分立场反共、亲中華民國的中文報章會印有西元、民國紀年（例如：《星島日報》、《東方日報》、《快報》，已停刊的《工商日報》、《華僑日報》、香港主權移交前的《明報》），以及農曆並列。而曾由《星島》、《華僑》、《工商》三大報社所主導，已倒閉的佳藝電視，新聞報導時也一度採用民國紀年，但香港主權移交後，除个别亲国民党社团以外，媒体的使用均取消。
香港特别行政区政府下属的康樂及文化事務署被指在2017年隱去原发表于公元1977年《工商日報》《華僑日報》報章眉頭上「中華民國紀年」。事发后，政府檔案處前處長朱福強进行批評，立法會議員尹兆堅、周浩鼎提出质疑。康樂及文化事務署承認裁走「中華民國六十六年」做法，未充分尊重歷史文獻的真實性和完整性，就事件表示歉意。

### 中国大陆

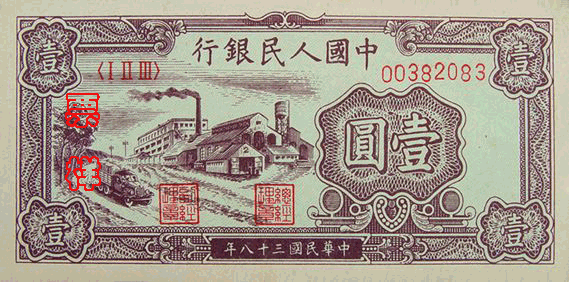
使用民国纪年的人民币

1912年1月1日起使用民國紀年。1949年9月27日，中国人民政治协商会议第一届全体会议上，表决通过了中华人民共和国的纪年采用公元的决定。次日起，《人民日報》報眉停用民國紀年，改用公元紀年。
1949年10月1日，在中國共產黨主導下，中华人民共和国中央人民政府成立，並取代中華民國政府統治絕大部分的中國疆域其有效統治之領土改用公元紀年。中华人民共和国政府對於1912年至1949年的中華民國時期歷史敘述時，也只提公元紀年。但學術著作仍可使用民國紀年至民國38年（1949年）9月，因為中华人民共和国政府認為中華民國自1949年10月1日已經停止存在。然而中华人民共和国成立之時，中国南方省份仍由中華民國政府控制，使用民國紀年。1950年代初，中华人民共和国控制中国大陆全境。1955年2月25日，中華民國政府放棄大陳列島，實行大陳島撤退。双方实际管辖陆地区域未有变化。至此，現今中國共產黨統治區（大陸地區）已經基本停用民國紀年。
于1948年发行的第一套人民币中，票面正面采用了中华民国纪年方式。由于第二套人民币直到1955年3月才开始发行，在此之前一直沿用带有民国纪年的钞票。 中华人民共和国成立初期，也有一些地方文书继续沿用民国纪年的。
进入21世纪后，中华人民共和国官方为涉台用语制定的指导性文件《关于正确使用涉台宣传用语的意见》中，第一项第1条规定：“对1949年10月1日之后的台湾地区政权[……]不使用‘中华民国’，也一律不使用‘中华民国’纪年及旗、徽、歌。”例如，福建电视台在涉及报道台湾地区相关新闻的时候，若素材中包括台湾的影片、图片、文字出现“民国”纪年，则会将原素材中的年份打上马赛克，并通常会将其修改为公元纪年。從臺灣進口的書籍因含有中華民國字樣或民國紀年，涉嫌「損害國家主權，違反一個中國原則」，也被海關查扣。

### 海外华人社区

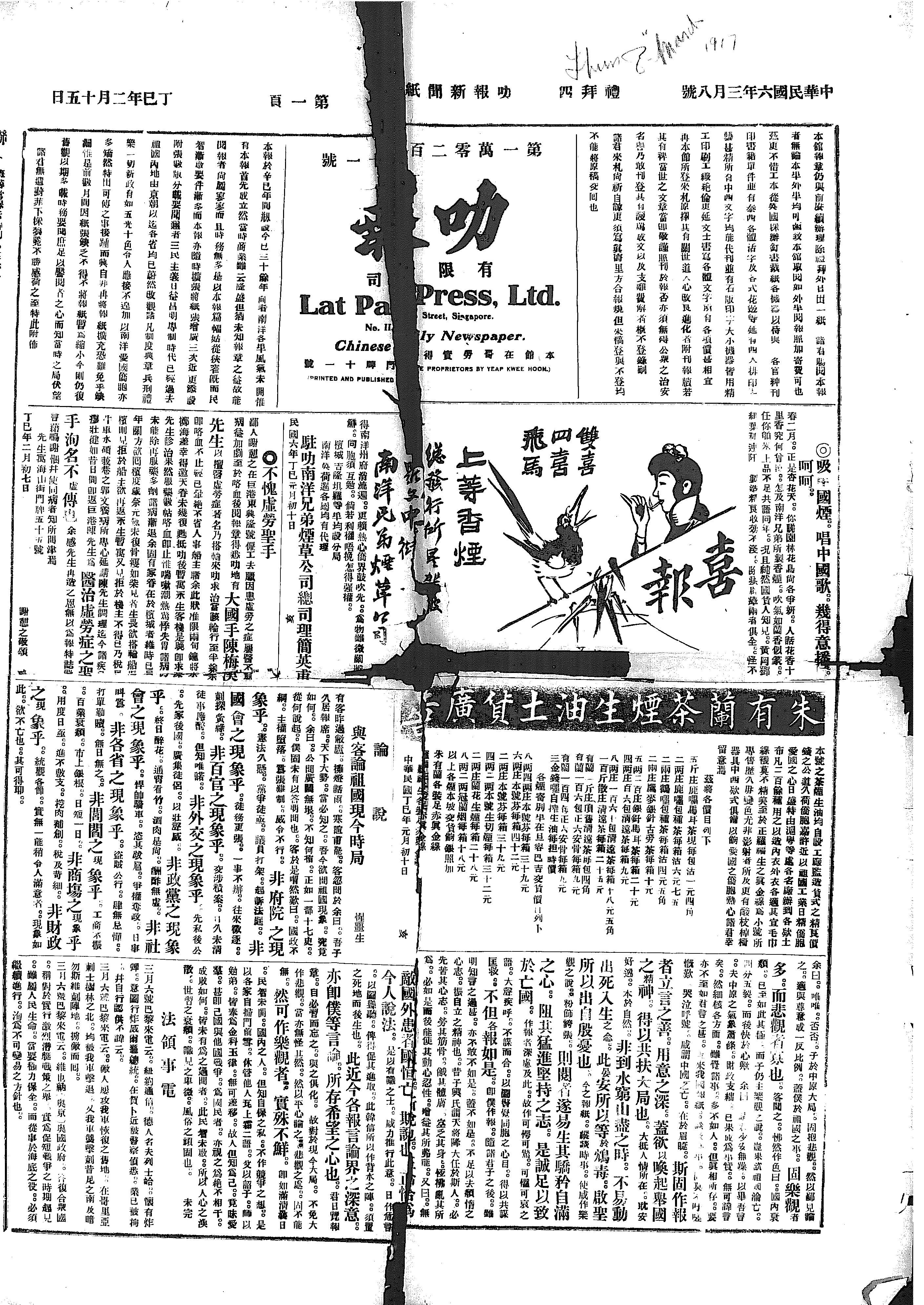
1917年3月8日新加坡的叻報，上頭印有民國紀元

1912年中華民國建立後，新加坡的華文報紙上頭的日期為民國紀年。現今只有公元紀年。马来西亚等东南亚国家的海外华人社区也逐渐在媒体上取消了民国纪年的使用。

## 標準寫法
根據《中華民國國家標準》中的CNS 7648《資料元及交換格式–資訊交換–日期及時間的表示法》（與ISO 8601類似），紀年可用西元，也可冠以大寫「R.O.C.」字母（簡寫）後用民國紀元。例如，西元2025年（中華民國114年）1月2日可寫作「2025-01-02」或「R.O.C.114-01-02」。

## 轉換方法
公元紀年減去1911即為民國紀年，而民國紀年加上1911即為公元紀年。
例如：
去年 (2024) 即為民國 113 年；
今年 (2025) 即為民國 114 年；
明年 (2026) 即為民國 115 年。
| 民國紀年 | 1    | 2    | 3    | 4    | 5    | 6    | 7    | 8    | 9    | 10   |
| -------- | ---- | ---- | ---- | ---- | ---- | ---- | ---- | ---- | ---- | ---- |
| 公元紀年 | 1912 | 1913 | 1914 | 1915 | 1916 | 1917 | 1918 | 1919 | 1920 | 1921 |
| 民國紀年 | 11   | 12   | 13   | 14   | 15   | 16   | 17   | 18   | 19   | 20   |
| 公元紀年 | 1922 | 1923 | 1924 | 1925 | 1926 | 1927 | 1928 | 1929 | 1930 | 1931 |
| 民國紀年 | 21   | 22   | 23   | 24   | 25   | 26   | 27   | 28   | 29   | 30   |
| 公元紀年 | 1932 | 1933 | 1934 | 1935 | 1936 | 1937 | 1938 | 1939 | 1940 | 1941 |
| 民國紀年 | 31   | 32   | 33   | 34   | 35   | 36   | 37   | 38   | 39   | 40   |
| 公元紀年 | 1942 | 1943 | 1944 | 1945 | 1946 | 1947 | 1948 | 1949 | 1950 | 1951 |
| 民國紀年 | 41   | 42   | 43   | 44   | 45   | 46   | 47   | 48   | 49   | 50   |
| 公元紀年 | 1952 | 1953 | 1954 | 1955 | 1956 | 1957 | 1958 | 1959 | 1960 | 1961 |
| 民國紀年 | 51   | 52   | 53   | 54   | 55   | 56   | 57   | 58   | 59   | 60   |
| 公元紀年 | 1962 | 1963 | 1964 | 1965 | 1966 | 1967 | 1968 | 1969 | 1970 | 1971 |
| 民國紀年 | 61   | 62   | 63   | 64   | 65   | 66   | 67   | 68   | 69   | 70   |
| 公元紀年 | 1972 | 1973 | 1974 | 1975 | 1976 | 1977 | 1978 | 1979 | 1980 | 1981 |
| 民國紀年 | 71   | 72   | 73   | 74   | 75   | 76   | 77   | 78   | 79   | 80   |
| 公元紀年 | 1982 | 1983 | 1984 | 1985 | 1986 | 1987 | 1988 | 1989 | 1990 | 1991 |
| 民國紀年 | 81   | 82   | 83   | 84   | 85   | 86   | 87   | 88   | 89   | 90   |
| 公元紀年 | 1992 | 1993 | 1994 | 1995 | 1996 | 1997 | 1998 | 1999 | 2000 | 2001 |
| 民國紀年 | 91   | 92   | 93   | 94   | 95   | 96   | 97   | 98   | 99   | 100  |
| 公元紀年 | 2002 | 2003 | 2004 | 2005 | 2006 | 2007 | 2008 | 2009 | 2010 | 2011 |
| 民國紀年 | 101  | 102  | 103  | 104  | 105  | 106  | 107  | 108  | 109  | 110  |
| 公元紀年 | 2012 | 2013 | 2014 | 2015 | 2016 | 2017 | 2018 | 2019 | 2020 | 2021 |
| 民國紀年 | 111  | 112  | 113  | 114  | 115  | 116  | 117  | 118  | 119  | 120  |
| 公元紀年 | 2022 | 2023 | 2024 | 2025 | 2026 | 2027 | 2028 | 2029 | 2030 | 2031 |
| 民國紀年 | 121  | 122  | 123  | 124  | 125  | 126  | 127  | 128  | 129  | 130  |
| 公元紀年 | 2032 | 2033 | 2034 | 2035 | 2036 | 2037 | 2038 | 2039 | 2040 | 2041 |
| 民國紀年 | 131  | 132  | 133  | 134  | 135  | 136  | 137  | 138  | 139  | 140  |
| 公元紀年 | 2042 | 2043 | 2044 | 2045 | 2046 | 2047 | 2048 | 2049 | 2050 | 2051 |
| 民國紀年 | 141  | 142  | 143  | 144  | 145  | 146  | 147  | 148  | 149  | 150  |
| 公元紀年 | 2052 | 2053 | 2054 | 2055 | 2056 | 2057 | 2058 | 2059 | 2060 | 2061 |

## 同期存在政權之紀年
- 中國
  - 宣統（1909年1月22日－1912年2月12日；1917年7月1日－1917年7月12日）：清宣統帝溥儀之年號。
  - 共戴（1911年12月16日－1915年6月9日；1921年2月21日－1924年11月26日）：外蒙古哲布尊丹巴八世之年號。
  - 洪宪（1916年1月1日－1916年3月22日）：中华帝国皇帝袁世凯之年號。
  - 通治（1917年4月28日－8月30日）：四川懋功縣起事者察都之年號。
  - 和興（1921年）：湖北咸豐縣起事者聶真娃之年號。
  - 天佑（1926年4月－1928年）：河南林縣起事者韓欲明之年號。
  - 熙順（1929年2月2日－8月7日）：山東長山縣起事者馬士偉之年號。
  - 大同（1929年4月）：蘇北起義勢力大同軍之年號。
  - 中華蘇維埃共和國紀年（1931年11月7日－1935年）：中華蘇維埃共和國之紀年。
  - 中華共和國紀年（1933年11月22日－1934年1月21日）：中華共和國之紀年。
  - 大同（1932年3月9日－1934年2月28日）：滿洲國之年號。
  - 康德（1934年3月1日－1945年8月18日）：滿洲帝國之年號。
  - 成吉思汗紀年（1939年－1945年） ：蒙疆聯合自治政府之紀年。
- 朝鮮半島
  - 大韓民國（1948年8月15日－1948年9月24日）：大韩民国之紀年，由1919年起計算。
  - 檀君紀元（1948年9月25日－1961年12月31日）：大韓民國之紀年。
  - 主體（1997年9月9日－2024年10月12日）：朝鲜民主主义人民共和国之紀年，由1912年起计算，1997年起開始使用。
- 越南
  - 維新（1907年－1916年）：越南阮朝阮福晃之年號。
  - 啟定（1916年－1926年）：越南阮朝阮福晙之年號。
  - 保大（1926年2月13日－1945年9月2日）：越南阮朝阮福晪之年號。
- 日本
  - 明治（1868年10月23日－1912年7月30日）：日本明治天皇之年號，日治台灣（1895年起）及日治朝鮮（1910年起）與日本本土一同使用。
  - 皇紀（1873年1月1日－1945年）：日本的紀年方式之一
  - 大正（1912年7月30日－1926年12月25日）：日本大正天皇之年號，日治台灣及日治朝鮮與日本本土一同使用。
  - 昭和（1926年12月25日－1989年1月7日）：日本昭和天皇之年號，日治台灣及日治朝鮮（均至1945年止）與日本本土一同使用。
  - 平成（1989年1月8日－2019年4月30日）：日本第125代天皇明仁之年號。
  - 令和（2019年5月1日起）：日本第126代天皇即今上天皇德仁之年號。

## 問題
- 民國百年蟲：與2000年問題相似，該問題对使用民國紀年的電腦系統或軟體有影響。